# Maryville (Missouri)
Maryville település az Amerikai Egyesült Államok Missouri államában, Nodaway megyében, melynek megyeszékhelye is. Lakosainak száma 10 633 fő (2020. április 1.).

## Népesség
A település népességének változása:

| 2010 | 11 972 |
| 2020 | 10 633 |